# Broedmachine

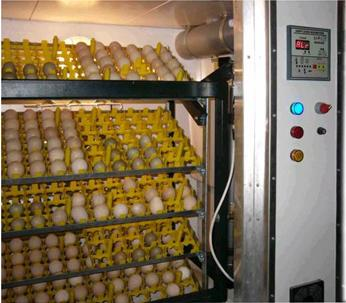
Broedmachine

Een broedmachine is een apparaat waarmee eieren kunnen worden uitgebroed, in het bijzonder kippeneieren. De machine handhaaft een constante temperatuur en luchtvochtigheid en draait de eieren enkele malen per etmaal om.
De temperatuur bij het uitbroeden van kippeneieren bedraagt 38,3°C in een vlakbroeder en 37,5 °C in een motorbroeder. In een motorbroeder wordt de lucht door middel van een motor mechanisch gecirculeerd, in een vlakbroeder beweegt de lucht enkel door natuurlijke thermiek. De motorbroeder is daardoor gelijkmatiger warm.
Bij een temperatuur van 39,5 °C of hoger kan het embryo snel afsterven, terwijl een afkoeling van het ei tot kamertemperatuur rond de 12 uur mag duren alvorens sterfte optreedt. 
Een gecontroleerde relatieve luchtvochtigheid is van belang. Luchtvochtigheid van 55% tijdens het broeden en 70% tijdens het uitkomen is optimaal. Dit laatste omdat de vliezen waar het kuiken zich in bevindt niet mogen uitdrogen tijdens het uitkomen. 
Na het uitkomen mogen de kuikens maximaal 24 uur in de broedmachine blijven, daarna gaan ze naar een 'kunstmoeder', veelal een warmtelamp. Machinaal broeden wordt vooral toegepast voor het op grote schaal uitbroeden van eieren of bij kippenrassen waarvan de hennen niet broeds willen worden. Het op de normale wijze onder de kip uitbroeden van eieren noemt men 'natuurbroed'.
Andere vogels kunnen afwijkende optimale machinale broedomstandigheden hebben.

## Broedduur
| Dier              | Broedduur   |
| ----------------- | ----------- |
| Grote hoenders    | 21 dagen    |
| Dwerghoenders     | 21 dagen    |
| Kamhoenders       | 21 dagen    |
| Japanse kwartels  | 17 dagen    |
| Dwergkwartel      | 16 dagen    |
| Kwartels          | 18 dagen    |
| Struiskwartel     | 18 dagen    |
| Pauwen            | 28 dagen    |
| Goudfazant        | 23 dagen    |
| Koningsfazant     | 25 dagen    |
| Patrijzen         | 23 dagen    |
| Zilverfazant      | 24 dagen    |
| Brandgans         | 25 dagen    |
| Kolgans           | 26-28 dagen |
| Grauwe gans       | 28-29 dagen |
| Nijlgans          | 30 dagen    |
| Sneeuwgans        | 23 dagen    |
| Muskuseend        | 35 dagen    |
| Carolina-eend     | 30 dagen    |
| Mandarijneend     | 30 dagen    |
| Paradijs Bergeend | 30 dagen    |
| Slobeend          | 22-25 dagen |
| Kuifeend          | 25 dagen    |
| Krooneend         | 26-28 dagen |
| Parelhoen         | 24 dagen    |
| Gierparelhoenders | 23-24 dagen |
| Fluitzwaan        | 36 dagen    |
| Kleine zwaan      | 29-36 dagen |
| Knobbelzwaan      | 35-37 dagen |
| Trompetzwaan      | 33-35 dagen |
| Wilde zwaan       | 35 dagen    |
| Zwarte zwaan      | 35-38 dagen |
| Ibissen           | 24 dagen    |
| Kalkoen           | 28 dagen    |